# Stenophylax caspicus
Stenophylax caspicus är en nattsländeart som först beskrevs av Schmid 1959.  Stenophylax caspicus ingår i släktet Stenophylax och familjen husmasknattsländor. Inga underarter finns listade i Catalogue of Life.